# Michael Galla
Heinz Michael Galla (* 14. November 1972 in Wattenscheid; † 9. August 2011 in Bochum) war unter dem Pseudonym Galla ein deutscher Rapper.

## Leben
Galla wuchs in Bochum-Wattenscheid auf. Nachdem er zunächst Punk war, schloss er sich Mitte der 1980er Jahre der Hip-Hop-Szene an und wuchs ab seinem 16. Lebensjahr ohne seine Eltern auf. Gemeinsam mit Pahel Schulinus Brunis, alias Pahel gründete er schließlich die Gruppe Filo Joes, aus der durch einen Zusammenschluss mit Raid alias Aphroe & DJ Mr. Wiz die Ruhrpott AG erwuchs. Nach zwei erfolgreichen Alben entschloss er sich, nach Berlin-Kreuzberg umzusiedeln, wo er von 2004 bis 2006 eine Szene-Boutique namens Hoodlum besaß und gemeinsam mit dem Produzenten Illfaded Tre sein einziges Soloalbum Swing Kid aufnahm. Nach Schließung des Ladens kehrte er nach Bochum zurück, wo er als Koch arbeitete. Galla verstarb 2011 infolge eines Hirninfarktes.

## Rezeption
Das Online-Magazin allesreal.de bescheinigte Galla, sich „Als Dichter und Denker [nicht zu scheuen], Einblicke in seine Gedanken- und Gefühlswelt zuzulassen“. Das Magazin Backspin lobte ebenfalls die Texte, kritisierte aber „dass es unter dem Flow-und-Style-Aspekt betrachtet [...] sicherlich bessere Rapper“ gebe. Hiphop.de hingegen fand „Skills und der Flow von Galla sind einwandfrei“, weshalb das Album Swing Kid mit 4,5 von 6 möglichen Punkten bewertet wurde.

## Diskografie

### Alben
- RAG: Unter Tage (1998; Put Da Needle To Da Records/EFA) LP/CD
- RAG: P.O.T.T.E.N.T.I.A.L. (2001; Put Da Needle To Da Records/Motor) LP/CD
- Galla: Swing Kid (2005; LaCosaMia Records) LP/CD

### Singles
- RAG: Kopf Stein Pflaster (1998), aus „Unter Tage“ 12"
- RAG: Unter Tage / Kreuzwortfeuer (1998), aus „Unter Tage“ 12"
- RAG: Nix Is (2000) MCD/12"
- RAG: Ragtime (2001), aus „P.O.T.T.E.N.T.I.A.L.“ MCD/12"
- RAG: Pro & Contra (2001), aus „P.O.T.T.E.N.T.I.A.L.“ MCD/12"
- Filo Joes: Low Budget / Trashtalk (1998) 12"
- Roey Marquis II. feat. RAG: Eiszeit (1999) MCD/12"
- Roey Marquis II. Remixe: Filo Joes - Low Budget/ABS - Focus MCD/12"
- Roey Marquis II. Remixe: RAG/Stieber Twins/Skillz en masse MCD/12"